# لائورو ده بوسیس
لائورو ده بوسیس (ایتالیایی: Lauro De Bosis; ۹ دسامبر ۱۹۰۱ – ۳ اکتبر ۱۹۳۱) شاعر و خلبان ضد‌فاشیست اهل ایتالیا بود. وی بین سال‌های ۱۹۲۴ تا ۱۹۳۱ میلادی فعالیت می‌کرد.
از افتخارات وی میتوان به کسب مدال نقره آثار درام در بخش مسابقات هنری بازی‌های المپیک تابستانی ۱۹۲۸ اشاره کرد.
لائورو در سال ۱۹۰۱ به دنیا آمد. مادر او لیلیان ورنون، اهل نیوانگلند، و پدرش، آدولفو، شاعر و سردبیر مجله کنویتو بود. 